# ویرجینیا ۵۰
سیارک ۵۰ (به انگلیسی: 50 Virginia) پنجاهمین سیارک کشف شده‌است که در ۴ اکتبر ۱۸۵۷ و در واشنگتن کشف شد.
قدر مطلق سیارک برابر ۹٫۲۴ است.